# Marlen Hobrack
Marlen Hobrack (geboren 1986 in Bautzen) ist eine deutsche Journalistin, Literaturkritikerin und Schriftstellerin.

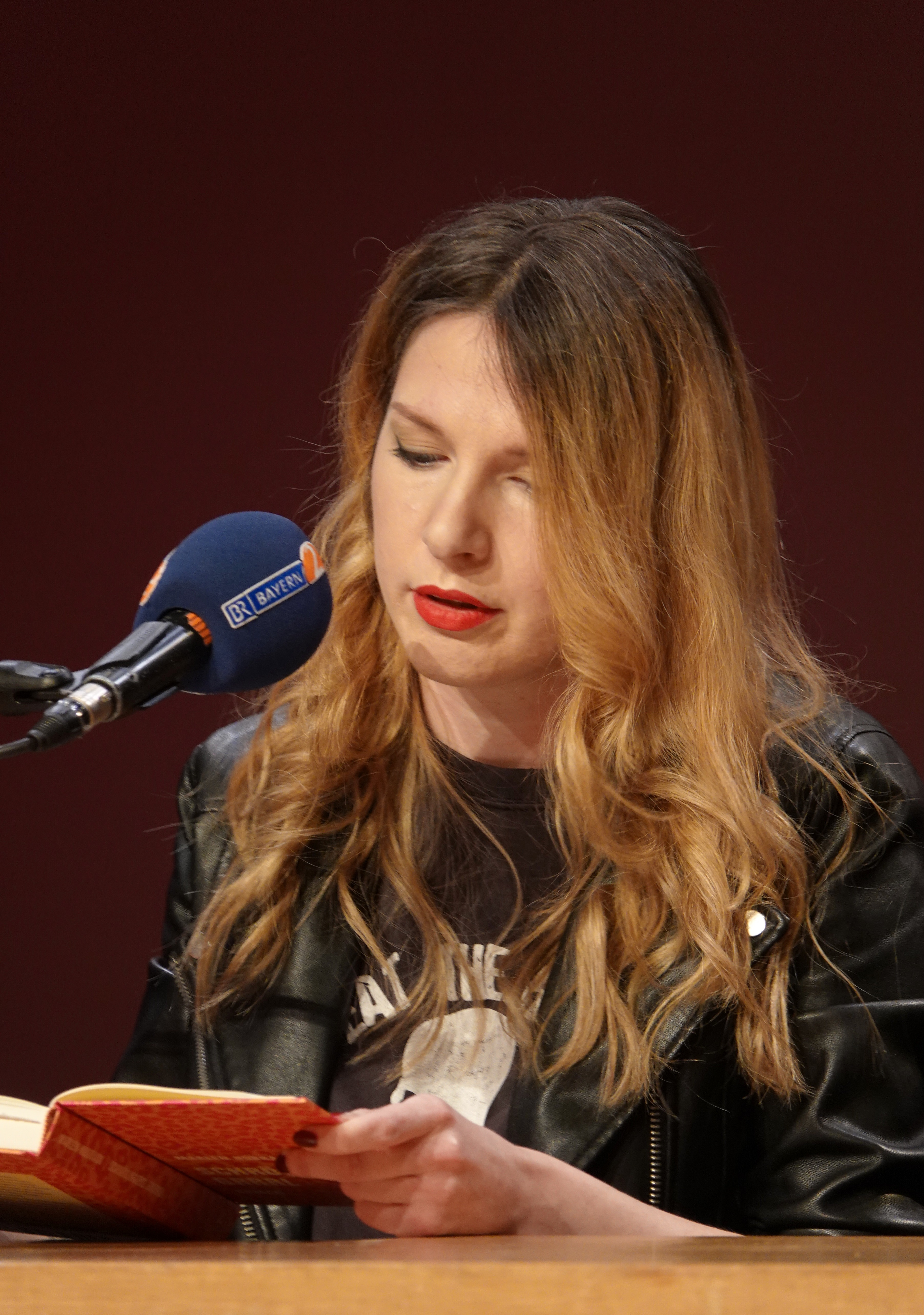
Marlen Hobrack (2023)

## Leben
Geboren in der DDR kurz vor der Wende, versteht sich Marlen Hobrack als Kind zweier Welten. Aufgewachsen in bildungsfernem Milieu, lernte sie zunächst am Sorbischen Gymnasium Bautzen. Mit 14 Jahren zog sie mit ihrer Mutter nach Dresden, absolvierte das Abitur und studierte Literatur-, Kultur- und Medienwissenschaften an der TU Dresden.
Seit 2016 arbeitet sie als freie Journalistin für verschiedene Zeitungen und Magazine. Ihre Texte erscheinen u. a. im Freitag, in der taz, in der Zeit und in der Welt.
Sie publizierte 2023 ihren ersten Roman, Schrödingers Grrrl. Ihren Werdegang verarbeitet sie in ihrem Werk Klassenbeste. Nach dem Tod ihrer Mutter, für deren lebenslange Unterstützung sie fortwährend dankbar ist, verarbeitete sie ihren Nachlass, dessen materielles Ausmaß nach jahrzehntelangem Horten überhand genommen hatte, in Erbgut.
In einem Interview in der Leipziger Zeitung im April 2024 äußerte sich Hobrack zu unterschiedlichen Interpretationen der Geschlechterrollen in der Arbeiterklasse bzw. im Bildungsbürgertum.
Marlen Hobrack lebt in Leipzig und hat drei Kinder.

## Werke (Auswahl)
- Klassenbeste. Wie Herkunft unsere Gesellschaft spaltet, Hanser Berlin, Berlin 2022, ISBN 978-3-446-27477-8.
  - Klassenbeste. Was von der Arbeit meiner Mutter bleibt. Aktualisierte Taschenbuchausgabe. HarperCollins, 2024
- Schrödingers Grrrl. Roman. Verbrecher Verlag, Berlin 2023, ISBN 978-3-446-27477-8.
- Klassismus. 100 Seiten. Reclam, Ditzingen 2024, ISBN 978-3-15-020714-7.
- Erbgut. Was von meiner Mutter bleibt. HarperCollins, Hamburg 2024, ISBN 978-3-365-00813-3.

## Auszeichnungen
- 2023: Jörg-Henle-Preis für Literaturkritik[3]
- 2023: Preis des Literaturfestes Meißen[4]
- 2025: Anna Seghers-Preis[5]